# Léon Letsch
Léon Letsch (Mamer, 20 mei 1927) is een voormalig voetballer uit Luxemburg. Gedurende zijn carrière speelde hij als aanvaller voor Spora Luxemburg en CO Roubaix-Tourcoing in Frankrijk.

## Interlandcarrière
Letsch kwam – inclusief B-interlands – 53 keer (elf doelpunten) uit voor de nationale ploeg van Luxemburg in de periode 1947–1961. Hij maakte zijn debuut op 4 mei 1947 in de vriendschappelijke wedstrijd tegen het B-team van België (3-3). Letsch vertegenwoordigde zijn land bij de Olympische Zomerspelen 1952 in Helsinki.

## Erelijst
- Luxemburgs landskampioen

1949, 1956, 1961
- Beker van Luxemburg

1950, 1957